# مارک هانتر (موسیقی‌دان)
مارک هانتر (انگلیسی: Mark Hunter؛ زادهٔ ۲۶ مهٔ ۱۹۷۷) یک موسیقی‌دان اهل ایالات متحده آمریکا است.